# Хорнел (Њујорк)
Хорнел (енгл. Hornell) град је у америчкој савезној држави Њујорк. По попису становништва из 2010. у њему је живело 8.563 становника.

## Демографија
Према попису становништва из 2010. у граду је живело 8.563 становника, што је 456 (5,1%) становника мање него 2000. године.
| Група             | 2000.         | 2010.         |
| Белци             | 8.558 (94,9%) | 7.923 (92,5%) |
| Афроамериканци    | 215 (2,4%)    | 195 (2,3%)    |
| Азијати           | 51 (0,6%)     | 57 (0,7%)     |
| Хиспаноамериканци | 116 (1,3%)    | 175 (2,0%)    |
| Укупно            | 9.019         | 8.563         |